# 인신공양

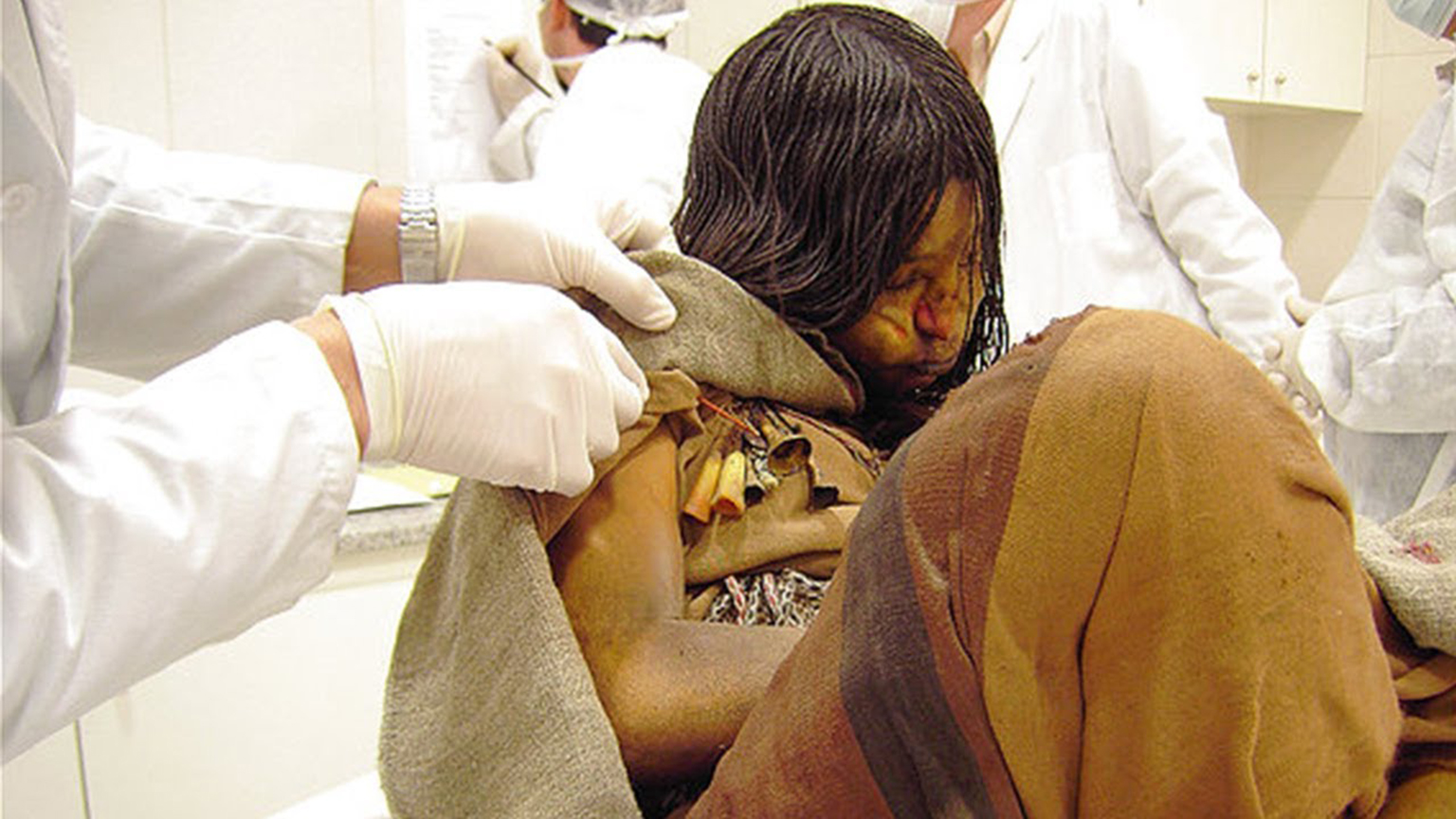
잉카 문명의 인신공양으로 사망한 것으로 추정되는 여자의 미라

인신공양(人身供養, 영어: human sacrifice)은 제사 때 산 사람을 신에게 희생물로 바친 것을 말한다. 옛날의 제사에서 공양의 희생물로 인간을 신에게 바친 일이며 '인신공여', '인신공희'라고도 한다. 인권 개념이 희박하던 고대에 지역·종교·인종을 가리지 않고 보편적으로 나타나던 풍습이었다.

## 역사
사람을 희생으로 바치는 제의는 죽은 자를 위한 영원한 봉사를 뜻하는 ‘순장(殉葬)’의 형태이지만 인류학적으로 볼 때 인신공양은 전 세계에 걸쳐 수렵시대·유목시대를 거쳐 농경시대까지 폭넓게 존재했던 것으로 여겨진다.
신화와 전설, 고고학적 자료로 미루어 볼 때 페루·잉카·고대 이집트·메소포타미아·팔레스타인·이란·인도·그리스·로마·중국 등 고대 문명의 발상지에서는 대부분 인신공양이 있었다. 그러므로 제물을 신에게 바치는 종교적 행위의 기원이 인신공양에 있다는 설도 있다.
특히 고고학사에서 멕시코 지역(테오티우아칸)에 주목하는 이유는 바로 달의 피라미드 때문이다. 이 피라미드는 도시 전체를 관통하며 설계된 길인 이른바 ‘죽은 자의 길’ 끝에 우뚝 솟은 거대 피라미드였다. 종교적 상징성이 강했던 왕국답게 이 곳에서는 사람의 심장과 피를 제물을 바쳤던 것으로 연구됐다.
로마의 왕정 시대에 그리스도 교인들은 식인의 풍습이 있는 것으로 의심을 받아서 로마인들로부터 박해를 받기도 하였다.
신에게 바치는 제물이었는데 놀라운 것은 ‘인신공양’가 다른 지역에서 사라진 뒤에도 유독 테오티우아칸 을 중심으로 한 중남미 지역에서는 오래 유지됐다는 부분이다. 테오티우타칸 이 7세기 홀연히 자취를 감춘 뒤에도 무려 16세기, 에스파냐가 이 지역을 점령한 뒤까지 이 의식이 유지됐다는 기록이다.

## 한국사

### 신라의 인신공양
2000년 여름 국립경주박물관 미술관 부지의 발굴에서 우물 바닥 가까운 곳에서 유골이 발견된다. 학자들은 이 8~9세 어린아이 유골을 9세기 통일신라 제의(祭儀)의 희생물로 추정하였다. 이 우물은 신라 왕실에서 관리하는 것이 명백하였으며, 통일신라 말 혼란기에 왕실의 안전과 풍요를 비는 제사였을 수도 있었다. 이 우물은 신라에 불교가 들어와 공인되기 전 인신공양의 흔적으로 분석되었다.
경주 월성 해자에서도 여러 인골들이 나왔다. 2015년부터 발굴 중이던 경주 궁터인 월성 성곽의 성벽 토층부에서 건장한 성인의 유골이 발견되는데 의도적으로 주검을 넣은 정황이 뚜렷하다. 이 성곽에서 유골의 발굴은 다른 한반도 일대의 사례들에 비해 인신공양 제례의 실체가 가장 구체적으로 드러난 첫 사례이다.
문무왕이 창건하여 호국법회를 열었던 봉덕사에 성덕대왕신종의 전설도 있다.

### 백제의 인신공양
삼국시대 330년에 축조된 전라북도 김제 벽골제에서 조사 때에 여러 인골들이 나와서 땅기운을 다스리는 풍습을 보여주었다.

### 가야의 인신공양
창녕 송현동 가야고분군의 10대 순장소녀, 경상북도 고령 지산동 대가야 고분군의 무더기 순장 흔적 등이 있다.

### 조선의 인신공양
400여년 전 청송에서는 선비 윤반을 살리기 위해서 동자승이 항아리에 담겨서 못 속에 들어갔다는 인신공양 민담이 전해진다. 김필 선생이 축조한 장흥 어인보는 보의 둑이 잘 터지니 산 사람을 제물을 바쳤다는 설화가 있으나 인과응보를 담은 내용도 있다.
국보 305호 통영 세병관 건물을 지을때 에밀레종 전설처럼 통제사가 비구니 스님을 인신공양했다는 전설이 있다.

### 설화
한국의 인신공양 관련 설화는 대체로 인신을 제물로 바치는 악습이 없어지게 된 유래담이 많다. 개성의 지네산전설, 청주 지네장터전설, 제주도의 금녕사굴전설 등이 있다. 
이러한 인신공양 설화는 고전소설 『심청전』의 근원설화(根源說話)가 되기도 하였다. 『심청전』에 영향을 끼친 '거타지' 설화도 역시 인신공양을 줄거리로 삼고 있다. 거대한 토목공사를 할 때에 어떤 사람을 물 속이나 흙 속, 혹은 그 재료 속에 파묻는 것을 인주(人柱)라 하고, 인신을 제공하는 인신공여는 이를 소재로 한 설화로 인신공양 설화의 한 종류이다. 인신공여라는 설화는 신라의 성덕대왕신종 전설(에밀레종 전설)이 유명하다.
인신공양 설화는 인신공양을 통하여 신과의 대화를 뜻한다. 이 설화는 세계적으로 널리 퍼져있어 각종 구비전승과 신화에서 발견된다.

## 같이 보기
- 히토바시라(ja:人柱)
- 미라
- 심청전
- 에밀레종
- 이삭
- 원귀